# Johann Christian Ludwig von Schmidt
Johann Christian Ludwig von Schmidt (* 19. Juni 1769 auf Warnstedt; † 25. August 1833 in Potsdam) war ein preußischer Generalmajor und zuletzt Kommandeur des 6. Ulanen-Regiments.

## Leben

### Herkunft
Seine Eltern waren der Kommissionsrat und Besitzer von Warnstedt Johann Jakob Schmidt und dessen Ehefrau Juliane Luise Albertine, geborene Kirchhof.

### Werdegang
Schmidt wurde am 1. Mai 1788 Junker im Husarenregiment „von Usedom“ der Preußischen Armee. Dort avancierte er am 28. Mai 1790 zum Kornett und am 7. März 1793 zum Sekondeleutnant. Während des Feldzuges in Polen wurde Schmidt im Gefecht bei Inowladz verwundet. Ferner kämpfte er bei Blonie, Wola, Kutno und bei der Belagerung von Warschau. Für Inowladz zeichnete ihn König Friedrich Wilhelm II. am 10. April 1794 mit dem Orden Pour le Mérite aus. Am 29. Oktober 1799 wurde er Premierleutnant. Als solcher nahm Schmidt am Vierten Koalitionskrieg teil. 
Nach dem Krieg wurde er am 23. April 1807 zum Stabsrittmeister befördert und am 23. Juni 1809 in das 1. Schlesische Husaren-Regiment aggregiert. Dort folgte am 23. November 1811 seine Beförderung zum Rittmeister sowie die Ernennung zum Eskadronchef. Am 2. August 1812 wurde er dann aber zur Gendarmerie versetzt. Am 1. Juni 1813 kam er als Kommandeur in das 7. Schlesische Kavallerie-Regiment. Während der Befreiungskriege kämpfte Schmidt in den Schlachten bei Dresden, Kulm, Leipzig, Laon, Montmirail, Chateau-Thierry, Paris sowie der Belagerung von Erfurt und dem Gefecht bei Jeanvilliers. Bei Leipzig erwarb er das Eiserne Kreuz II. Klasse. Zudem wurde Schmidt am 23. Dezember 1813 Major mit Patent vom 21. August 1813 sowie am 3. Oktober 1815 Oberstleutnant.
Am 8. Juni 1816 wurde er dann in das 6. Ulanen-Regiment aggregiert; zudem bekam er am 23. Oktober 1816 das Eiserne Kreuz I. Klasse. Am 30. März 1817 wurde Schmidt in das 6. Ulanen-Regiment versetzt und am 30. März 1818 zum Kommandeur ernannt. Am 30. März 1823 wurde er Oberst und am 13. Juni 1825 erhielt er seinen Abschied als Generalmajor mit einer Pension von 1500 Talern. Am 15. Juli 1825 bekam er zudem 300 Taler geschenkt sowie am 20. Dezember 1825 das Dienstkreuz und die Genehmigung zum Tragen der Generalsuniform ohne Dienstzeichen. Er starb am 25. August 1833 in Potsdam und wurde dort am 28. August 1833 beigesetzt.
General von Wrangel beurteilte ihn 1823 wie folgt: „Hat sich in den letzten Kriegen das ehrenvolle Zeugnis eines braven Feldsoldaten erworben, und wenn er gleich im Frieden bemüht ist seinen Dienstpflichten zu genügen, so wird er hieran nur zu oft durch die ihm mangelnde Fertigkeit, seine Befehle geltend zu machen, behindert. Bei dem Exerzieren des Regiments geht ihm der schnelle Überblick, das Ganze mit Kraft und Umsicht zu führen, ab, daher es denn auch für das Regiment von seinem Nutzen, ja eher zum Schaden gereicht, wenn dasselbe unter seinem alleinigen Befehl exerziert.“

### Familie
Schmidt heiratete am 6. September 1803 in Wroclawk (Südpreußen) Wilhelmine Sophie Karoline Tempelhof (* 27. Juni 1786; † 23. Juli 1856), eine Tochter des Amtsmanns Julius Friedrich Ferdinand Tempelhof. Das Paar hatte eine Tochter Agnes (* 1813).